# KT ENA
KT ENA(케이티이엔에이)는 KT 계열사이자 방송채널사업자이다.

## 채널

### 운영 채널
- ENA - 종합 드라마, 예능 채널
- ENA 드라마 (ENA DRAMA) - 드라마 채널
- ENA 플레이 (ENA PLAY) - 예능 채널
- ENA 스토리 (ENA STORY) - 여성 정보, 드라마, 예능 채널
- OLIFE - 라이프스타일 채널
- ONT - 아웃도어 채널
- ONCE - 명작 큐레이션 채널
- 헬스메디 (HealthMedi TV) - 의학, 건강 채널
- 채널칭 (CHING, 채널ING) - 중국 문화 채널
- 키즈톡톡 플러스 - 영어 교육 채널
- sky Sports - 스포츠 채널
- sky UHD - 4K UHD TV 채널
- Viki - 성인 채널